# Молодий Вінстон
«Молодий Вінстон» (англ. Young Winston) — кінофільм режисера Річарда Атенборо, що вийшов на екрани в 1972 році. Фільм заснований на автобіографічній книзі Вінстона Черчилля «My Early Life: A Roving Commission».

## Сюжет
Фільм розповідає про молоді роки Вінстона Черчилля: його відносини з батьками, навчання в школі, а також початок кар'єри — службу в Індії, Судані, участь в англо-бурській війні.

## У ролях
- Саймон Ворд — Вінстон Черчилль
- Енн Бенкрофт — леді Дженні Черчилль: мати Черчилля
- Роберт Шоу — лорд Рендольф Генрі Спенсер Черчилль: батько Черчилля
- Ентоні Гопкінс — Девід Ллойд Джордж: політик і член Ліберальної партії
- Джек Гокінс — містер Веллдон: директор школи Герроу
- Ієн Голм — Джордж Бакл: видавець «Таймс»
- Едвард Вудворд — капітан Ейлмер Голдейн: офіцер армії
- Джон Міллс — Герберт Кітченер, перший граф Кітченер: офіцер армії під час битви під Омдурманом
- Роберт Гарді — директор першої школи Черчилля
- Безіл Дігнам — Джозеф Чемберлен
- Джеремі Чайлд — Остін Чемберлен: син Джозефа Чемберлена
- Патрик Мегі — Генерал сер Біндон Блад: командувач армією
- Лоуренс Нейсміт — Роберт Ґаскойн-Сесіл, 3-й маркіз Солсбері
- Піппа Стіл — Клементина Гозьє: майбутня дружина Черчилля
- Джейн Сеймур — Памела Плоуден

## Нагороди та номінації
- 1973 — премія Британської кіноакадемії за найкращі костюми (Ентоні Мендлсон)
- 1973 — премія «Золотий глобус» за найкращий англомовний іноземний фільм
- 1973 — 3 номінації на премію «Оскар»: найкращий сценарій, оснований на фактичному матеріалі (Карл Форман), найкращі костюми (Ентоні Мендлсон), найкращі декорації
- 1973 — 5 номінацій на премію Британської кіноакадемії: найкращий актор (Роберт Шоу), акторка (Енн Бенкрофт). новачок (Саймон Ворд), робота художника (Джеффрі Дрейк, Дональд Ештон), музика (Альфред Ролстон)
- 1973 — номінація на премію «Золотий глобус» найбільш багатообіцяючому новому актору (Саймон Ворд)